# Vava'u
Vava'u è una divisione delle Tonga con 14 283 abitanti al censimento 2021. Il capoluogo è Neiafu.

## Storia
Don Francisco Mourelle de la Rúa, al comando della fregata spagnola Princesa, fu il primo europeo a visitare Vava'u il 4 marzo 1781. Il capitano James Cook sapeva delle isole un decennio prima, ma la gente di Ha'apai gli aveva detto che non sarebbe stato un bene per lui andarci in quanto non c'era un porto.
Mourelle invece, in disperato bisogno di un porto, lo trovò proprio a Vava'u, dopo essere passato a Fonualei e Late. L'esploratore diede al porto di Vava'u, vicino a Neiafu, il nome di "Porto di Rifugio" (Puatalefusi o Lolo-ʻa-Halaevalu), sebbene il suo porto di rifugio originario fosse stato la baia sulla costa occidentale dell'isola principale, vicino a Longomapu.
Dodici anni dopo, nel 1793, Alessandro Malaspina visitò la zona dando seguito alle indagini di Mourelle.
Le navi baleniere furono tra i primi visitatori regolari delle isole. La prima registrata fu la Fanny, il 17 giugno 1823, e l'ultima fu la Robert Morrison, da luglio a settembre 1883. Queste navi attraccavano sulle isole per l'acqua, il cibo e la legna e talvolta reclutavano isolani per servire come membri dell'equipaggio a bordo.
Nel 1839, il Re di Tonga, George Tupou I, istituì il codice di leggi a Vavaʻu.

## Geografia antropica

### Suddivisioni amministrative
La divisione è suddivisa in 6 distretti:
- Hahake con una popolazione di 2 177
- Hihifo con una popolazione di 1 994
- Leimatu'a con una popolazione di 2 873
- Motu con una popolazione di 659
- Neiafu con una popolazione di 5 377
- Pangaimotu con una popolazione di 1 203

## Geografia

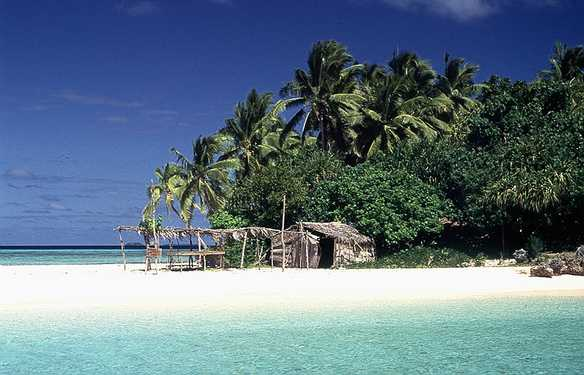
L'isola Nuku, nell'arcipelago di Vava'u

Vavaʻu è un gruppo di isole, costituito da una grande isola, 'Utu Vava'u, e circa 80 isole più piccole. Il gruppo di isole Vava'u si estende su un'area che misura circa 21 km da est a ovest e 25 km da nord a sud.
L'isola principale di 'Utu Vava'u, circa 97 km2, è la seconda isola più grande di Tonga.

### Isole di Vava'u
- A'a
- Faioa
- Fangasito
- Fatumanga
- Fonuafo'ou
- Fonualei
- Fonua'unga
- Fonua'one'one
- Fua'amotu
- Hakaufasi
- Hunga
- Fofoa
- Foeata
- Foelifuka
- Kalau
- Luafatu
- Luamoko
- Kapa
- Luakapa
- Nuku (nel distretto di Neiafu)
- Katafanga
- Kenutu

- Lolo
- Lape
- Late
- Lekeleka
- Luahiapo
- Lualoli
- Luatafito
- Lua'afuleheu
- Lua'atofua'a
- Lua'ui
- Mafana
- Maninita
- Mounu
- Mu'omu'a
- Nuapapu
- Alinonga
- Kitu
- Lua'ofa
- Ofu
- Ovaka
- Ovalau
- Pangaimotu

- Afo
- Fafine
- Lotuma
- Tapana
- Fānautapu
- Lautala
- Nukutahanga
- Tu'anukulau
- Sisia
- Tahifehifa
- Taula
- Taunga
- Ngau
- Ta'uta
- Tokū
- Totokafonua
- Totokamaka
- Tu'ungasika
- Vaka'eitu
- Kulo
- Langito'o
- Tangatasito

- 'Utu Vava'u
- Kiato
- Koloa
- Kolotahi
- Kolo'uta
- Matu'anua
- Motulekaleka
- Nuku (nel distretto di Motu)
- Okoa
- Pousini
- Tue'ia
- Tulie
- Eueiki
- 'Euakafa
- 'Olo'ua
- 'Oto
- 'Umuna
- 'Utungake
- Mala
- Valetoamamaha
- Valetoakakau